# Ghilotină

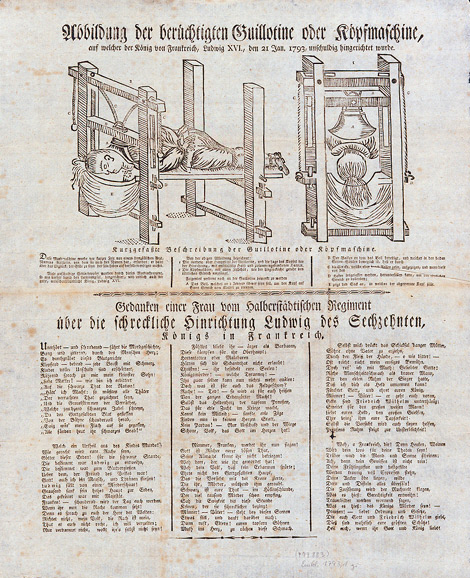
Prezentarea folosirii ghilotinei

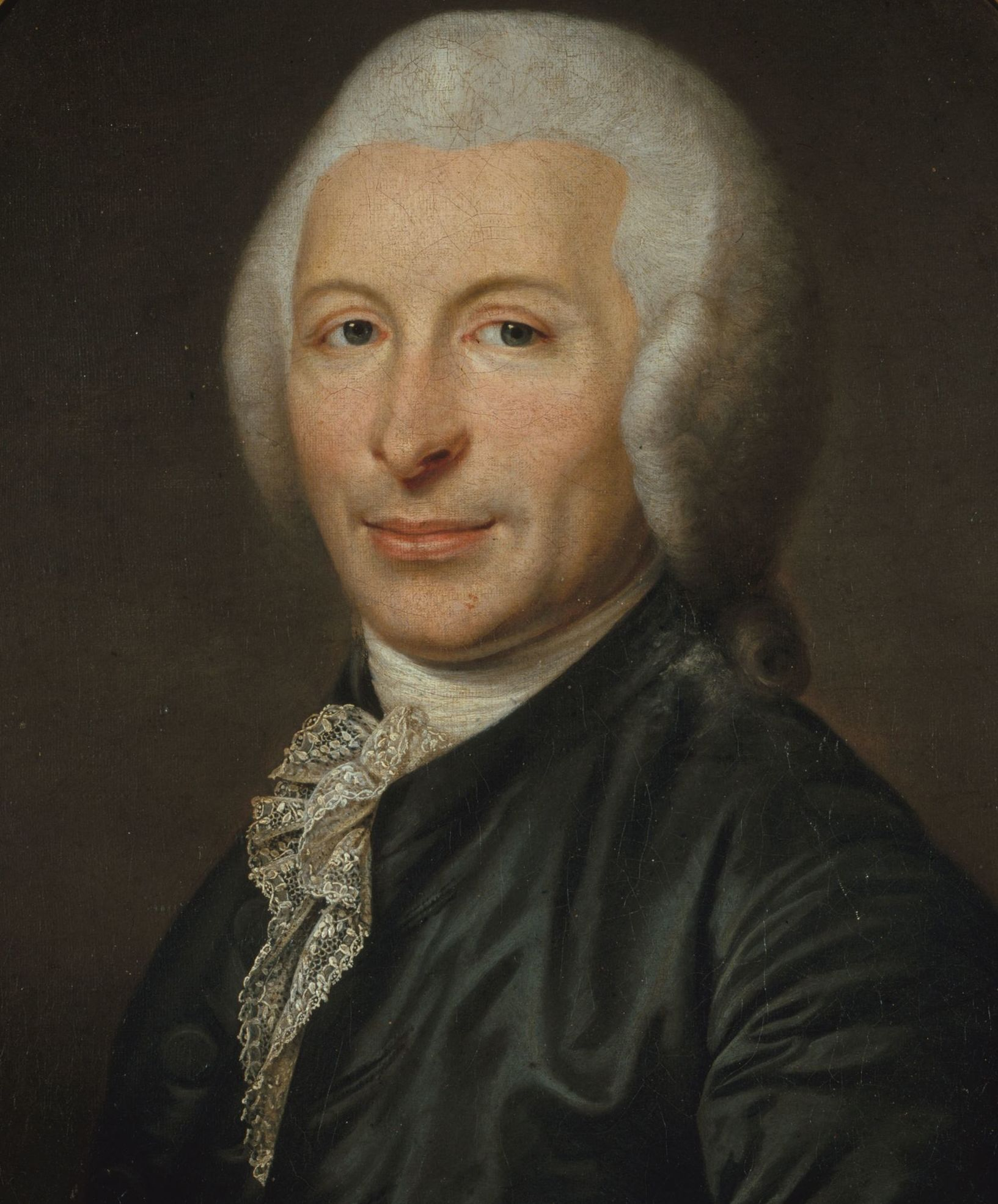
Guillotin a propus utilizarea ghilotinei în timpul Revoluției Franceze

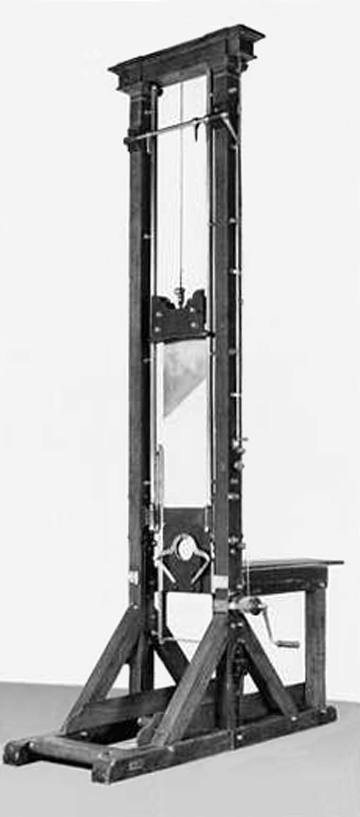
Ghilotina Cantonului Lucerna a fost utilizată pentru toate execuțiile civile între 1879 și 1940

Ghilotina (conform originalului din franceză, Guillotine) este un mecanism gravitațional prevăzut cu un cuțit masiv, mobil, de formă trapezoidală, care alunecă ghidat, construit în scopul decapitării rapide a condamnatului la moarte.
Cuvântul ghilotină provine de la inventatorul acestui instrument de execuție, doctorul Joseph Ignace Guillotin, care a trăit în timpul Revoluției Franceze.
Instrumente asemănătoare pentru execuția prin decapitare au existat anterior, așa cum au fost cele din insulele britanice, „Fecioara scoțiană” (în engleză Scottish Maiden, 1661) sau „Toporul din Halifax” (în engleză, The Halifax Gibbe), sau cel din Italia, „Mannaia” (în italiană mannaia înseamnă satâr). 
Toate aceste instrumente de execuție au fost folosite în practică până către sfârșitul secolului al XVIII-lea, după care au fost abandonate, cu excepția ghilotinei, a cărei folosire ei în Franța a fost abolită la 9 octombrie 1981.

## Ideea lui Guillotin
Doctorul Joseph Ignace Guillotin cere la 10 octombrie 1789 introducerea utilizării ghilotinei, pentru a pune capăt execuțiilor crude anterioare, în care călăul nu reușea adeseori decapitarea la prima încercare. În cazul ghilotinării, prin despărțirea foarte rapidă a capului de trunchi, având ca efect imediat tăierii măduvei spinării, se consideră că moartea se produce într-un timp extrem de scurt, de ordinul milisecundelor, scurtând astfel suferința condamnatului. Guillotin a fost sprijinit în cererea sa de călăul Parisului timpului respectiv, Charles Henri Sanson, care descria amănunțit dezavantajele decapitării cu sabia. 
Adunarea Națională franceză a însărcinat pe medicul regelui, Antoine Louis, să cerceteze situația. Ca urmare, la 17 martie 1792, acesta a prezentat Adunării o schiță a ghilotinei, care a fost aprobată imediat, la 20 martie 1792.
Guillotin a suferit sufletește din cauză că instrumentul de execuție purta și a continuat să poarte numele lui. Ideea și scopul declarat al creării mecanismului era de a ameliora suferințele osânditului la moarte, lucru care, din păcate, a fost interpretat altfel de către posteritate.

## Realizarea instrumentului morții

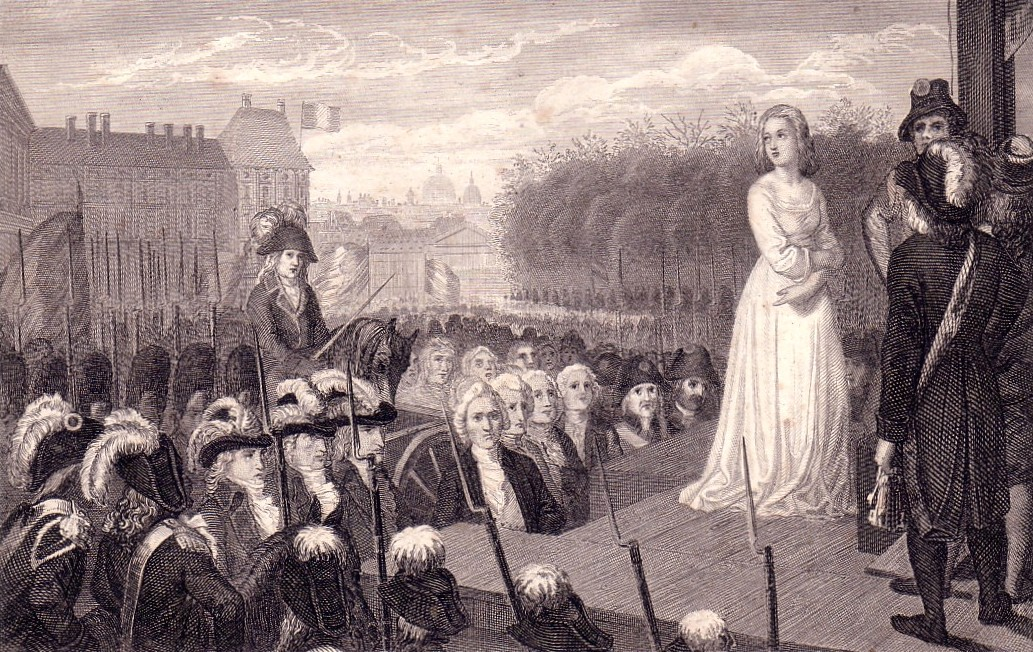
Marie Antoinette pe eșafod

Prima ghilotină a fost construită de către constructorul de piane german Tobias Schmidt, prin mandatarea acestuia de către Sanson. Ghilotina inițială avea lama cuțitului în formă de semilună, care s-a dovedit eficientă în cazul experimentării pe oi. Când încercările au fost făcute pe cadavre, nu s-a reușit întotdeauna despărțirea capului de trunchi. Doar după mărirea greutății cuțitului mobil și schimbarea formei acestuia în cea oblică cunoscută, aceea de trapez dreptunghic, instrumentul a început să funcționeze cum a fost imaginat. 
Ulterior au apărut mai multe modele de ghilotină, așa cum au fost cele cunoscute sub numele de Louison sau Louisette. În popor, ghilotina era numită fie "le rasoir national" (briciul național) sau "la raccourcisseuse" (cea ce scurtează). 

### Robespierre, executantul executat
Maximilien Robespierre, unul din conducătorii Revoluției franceze, membru al Comitetului Salvării Publice, inspiratorul perioadei terorii, care a dus la ghilotină mulți reprezentanți de frunte ai revoluției, a murit el însuși prin această metodă, ca o ironie a sorții.